# Webber (Kansas)
Webber è un comune degli Stati Uniti d'America, situato nello Stato del Kansas, nella Contea di Jewell.